# Múscul orbicular de les parpelles
El múscul orbicular de les parpelles (musculus orbicularis oculi o musculus orbicularis palpebrarum) és un múscul de la cara, amb una acció directe sobre les parpelles. Es troba sota la pell, davant l'òrbita ocular, i té forma d'anell. És ample, aplanat i prim, i està constituït per tres porcions: orbitaria, palpebral i lacrimal. S'insereix, per dins, al tendó orbicular, que al seu torn s'insereix en els llavis anterior i posterior del canal lacrimal, en l'apòfisi ascendent del maxil·lar superior i l'apòfisi orbitària interna de l'os frontal i, per fora, a la cara profunda de la pell. El múscul orbicular de les parpelles és innervat per branques temporals i zigomàtiques del nervi facial.
L'origen del múscul es distribueix de la següent manera: la part orbitària s'insereix en l'apòfisi frontal del maxil·lar i la porció adjacent ho fa en l'os frontal; la part palpebral s'insereix en el lligament palpebral intern, i la part lacrimal (o múscul de Duverney) ho fa en la cresta lacrimal posterior de l'os lacrimal o unguis.
L'espasme o paràlisi del múscul orbicular de les parpelles causa eversió de la parpella, anomenat ectropi. La cara superficial està en relació amb la pell, la cara profunda es relaciona amb la vora orbitària, amb el múscul superciliar, amb l'artèria i nervi supraorbitaris, amb els lligaments amples de les parpelles i amb els cartílags tarsos. En la vora palpebral es troba una cinta muscular d'un o dos mil·límetres d'ample, on s'implanten les pestanyes, és el múscul de Riolan i s'estén de comissura en comissura.
Aquest múscul s'activa en el somriure i transmet la sensació d'un somriure veritable, ja que quan realitzem un somriure social no entra en acció i amb prou feines s'activa el múscul zigomàtic major. L'acció d'aquest múscul permet tancar l'ull i és l'únic múscul capaç de fer-ho.

## Imatges

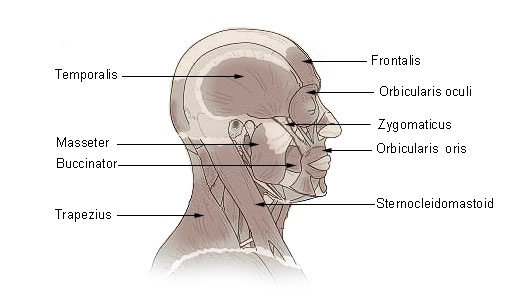
Músculs del cap i el coll.
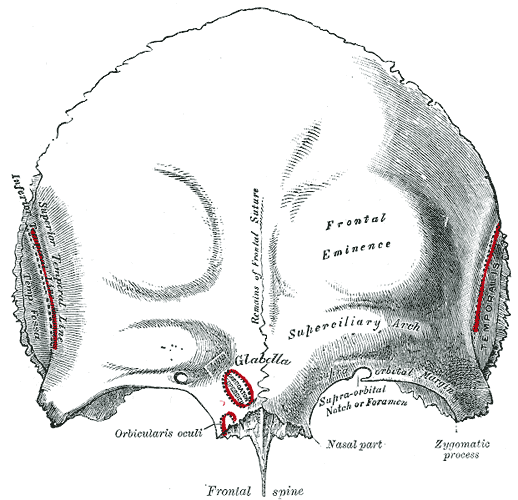
Os frontal. Superfície exterior
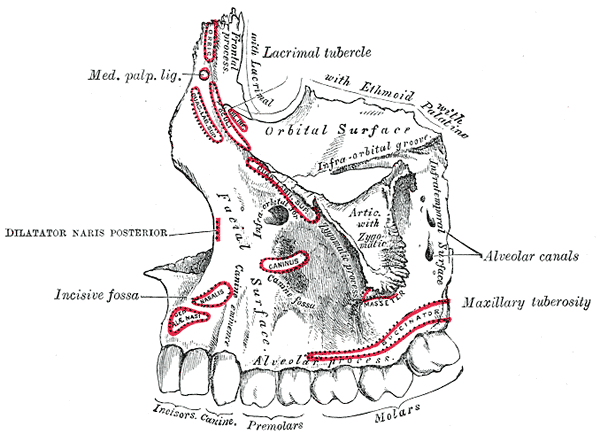
Maxil·lar esquerre. Superfície exterior
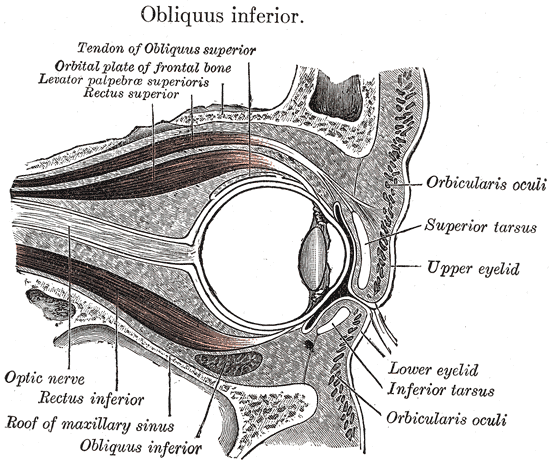
Secció sagital de la cavitat orbital dreta.